# Adlerfelt
Adlerfelt är en svensk adlig släkt som härstammade från Finland.
År 1693 adlades hovkamreraren Carl Johansson med namnet Adlerfelt. Hans son Per (1680–1743) blev år 1720 friherre.
Den friherrliga ätten slocknade 1769 och den adliga 1808.
Bland ättens övriga medlemmar märks:
- Gustaf Adlerfelt (1671–1709), ämbetsman och historiker
- Karl Maximilian Emanuel Johan Adlerfelt (1706–1747), pedagog
- Carl Adlerfelt (1719–1769), militär och ämbetsman
- Ulla Adlerfelt (1736–1765)